# Trabant (żołnierz)
Trabanci, nazywani też w I Rzeczypospolitej drabantami i zausznikami – formacja wojskowa będąca strażą przyboczną wyższych oficerów.
Pierwotnie, w XIV-XVI wieku uzbrojeni w halabardy żołnierze najemni przeznaczeni do szturmów miast i twierdz, z czasem stali się rodzajem gwardii honorowej, przekształconej w gwardyjskie oddziały liniowe. Oprócz dworów królewskich zatrudniani też na dworach możnowładców.
W Polsce rozpowszechnili się za czasów króla Zygmunta II Augusta, w Rosji w czasach Dymitra Samozwańca I, gdzie początkowo w skład oddziałów wchodzili Polacy. Wzorując się na Polakach, mieli ich u siebie także hetmani kozaccy. Wymieniani są też na dworze księcia Janusza Radziwiłła. W wielu krajach trabanci przekształcili się w gwardie.
Unikatowy rodzaj drabantów pojawił się w Szwecji za czasów Karola XII.
W Austrii drabanci istnieli od czasów cesarza Maksymiliana I, dotrwali jako gwardia honorowa aż do roku 1918.
Formację opisuje m.in. Henryk Sienkiewicz w Ogniem i mieczem
[...] Zasiadł tedy książę pod baldachimem z aksamitu i gronostajów, na wyniosłem krześle, do tronu podobnem, którego podnóżek był blachą pozłocistą obity, za księciem zaś stał ksiądz Muchowiecki, sekretarz, marszałek kniaź Woronicz, pan Bogusław Maszkiewicz, dalej paziowie i dwunastu trabantów z halabardami, przybranych po hindusku;
oraz w Potopie.
[...] Nisko w bramie był odwach i trabanci szkoccy straż tam trzymali, dla parady, nie dla obrony przeznaczoną.
[...] Trabanci rozstawieni wzdłuż kamiennych poręczy pilnowali, aby nie było zbyt wielkiego tłoku, powtarzając co chwila: „Z wolna, mości panowie! z wolna!” – a tłum posuwał się lub zatrzymywał chwilami, gdy trabant zagradzał drogę halabardą, aby idący naprzód mieli czas wejść do sali.